# Massachusetts College of Art and Design
Massachusetts College of Art and Design (zkráceně MassArt) je veřejná vysoká škola v Boston ve státě Massachusetts ve Spojených státech amerických. Specializuje se na výtvarné umění. Mezi významné absolventy školy patří malíři Ricky Allman a Robert H. Cumming, sochaři Harold F. Clayton a John Raimondi nebo fotograf Jack Pierson.
Vznikla v roce 1873 pod názvem Massachusetts Normal Art School, ten se v roce 1929 změnil na Massachusetts School of Art, v roce 1959 na Massachusetts College of Art a od roku 2007 nese název Massachusetts College of Art and Design.